# Diocese de Saltillo
A Diocese de Saltillo (em latim: Dioecesis Saltillensis) é uma diocese da Igreja Católica localizada no município de Saltillo, no estado de Coahuila, pertencente a Arquidiocese de Monterrey no México. Foi fundada em 26 de junho de 1891 pelo Papa Leão XIII. Com uma população católica de 1.171.703 habitantes, sendo 77,7% da população total, possui 66 paróquias com dados de 2021.

## História
Em 26 de junho de 1891 o Papa Leão XIII cria a Diocese de Saltillo través do território da Diocese de Linares o Nueva León. Em 1957 a Diocese de Saltillo perde território para a formação da Diocese de Torreón. Em 2003 perde novamente território, dessa vez para a formação da Diocese de Piedras Negras.

## Lista de bispos
A seguir uma lista de bispos desde a criação da diocese em 1891.
|                               | Nome                                            | Período            | Notas                               |
| Bispos de Saltillo            | Bispos de Saltillo                              | Bispos de Saltillo | Bispos de Saltillo                  |
| ----------------------------- | ----------------------------------------------- | ------------------ | ----------------------------------- |
| 7º                            | Hilario González García                         | 2020 - atual       |                                     |
| 6º                            | José Raúl Vera López, O.P.                      | 1999 - 2020        | Nomeado bispo emérito dessa diocese |
| 5º                            | Francisco Raúl Villalobos Padilla               | 1975 - 1999        |                                     |
| 4º                            | Luis Guízar y Barragán                          | 1954 - 1975        |                                     |
| 3º                            | Jesús María Echavarría y Aguirre                | 1904 - 1954        | Faleceu no cargo                    |
| 2º                            | José María de Jesús Portugal y Serratos, O.F.M. | 1898 - 1902        | Nomeado bispo de Aguascalientes     |
| 1º                            | Santiago de los Santos Garza Zambrano           | 1893 - 1898        | Nomeado bispo de León               |
| Bispo coadjutor de Saltillo   |                                                 |                    |                                     |
| 1º                            | Luis Guízar y Barragán                          | 1938 - 1954        | Nomeado bispo dessa diocese         |
| Bispos auxiliares de Saltillo |                                                 |                    |                                     |
| 2º                            | Francisco Raúl Villalobos Padilla               | 1971 - 1975        | Nomeado bispo dessa diocese         |
| 1º                            | Manuel Samaniego Barriga                        | 1969 - 1971        | Nomeado bispo de Ciudad Altamirano  |